# Teimuraz Churcilawa
Teimuraz Khurtsilava (ur. 15 września 1979 w Tbilisi) – były gruziński bokser.

## Życiorys
Uczestniczył w Letnich Igrzyskach Olimpijskich w 2000 reprezentując Gruzję. Odpadł w drugiej rundzie, przegrywając pojedynek z Raimkulem Małachbiekowem.